# Pinezići (Krk)
Pinezići su naselje na otoku Krku u Republici Hrvatskoj.

## Smještaj
Nalaze se na zapadnom dijelu otoka koji se naziva Šotovento, oko 9 km sjeverozapadno od grada Krka te administrativno pripadaju Gradu Krku. Nisu obalno naselje, nego su par stotina metara iznad uvala Sv. Fuska i Torkul. Najbliže susjedno selo je Skrpčić. Predio od Pinezića do obližnjih Linardića kroz povijest, a i danas se naziva Kambun, a naziv potječe još iz starog krčkog romanskog narječja Veclisun ili Veljoto .

## Povijest
Naziv Kambun te još neki nazivi lokaliteta upućuju da je taj kraj bio naseljen još u ranom srednjem vijeku. Dolaskom Hrvata na otok u 7. st., zapadni dio otoka Krka i dalje ostaje pretežno romanski, ali osim samog grada Krka, slabo naseljen. Ipak, s vremenom Hrvati naseljavaju i ovaj predio otoka.
Prvi mletački upravitelj na Krku, Antonio Vinciguerra 1489. godine između ostalih spominje selo "Panić", a jer takvo selo nikada nije postojalo u ovom dijelu otoka, smatra se da je mislio na Pineziće.

## Stanovništvo
Prema popisu stanovnika iz 2001. godine u Pinezićima je živjelo 134 stanovnika.
Time je ostvaren veliki porast u odnosu na prethodni popis iz 1991. godine kada je u mjestu živjelo 96 žitelja. Međutim, osim stvarnog porasta broja stanovnika, takav porast broja stanovnika neosporno je rezultat toga što je veliki broj vlasnika vikendica koji su prijavili prebivalište u Pinezićima iako tu doista ne žive.
| broj stanovnika | 66    | 73    | 59    | 68    | 86    | 95    | 83    | 70    | 102   | 110   | 104   | 87    | 78    | 96    | 134   | 196   | 258   |
|                 | 1857. | 1869. | 1880. | 1890. | 1900. | 1910. | 1921. | 1931. | 1948. | 1953. | 1961. | 1971. | 1981. | 1991. | 2001. | 2011. | 2021. |

## Gospodarstvo
Nekadašnje ribarsko mjesto, danas se razvilo u turističko. Tu djeluje i nekoliko obrtnika.
Danas, na plaži jert postoje dva kafića, ”Mocca” i ”Jert”.
Okolica plaže je postupno betonizirana i nasipavana lošim šljunkom te je tako njen prijašnji izgled trajno narušen. Većina radova je napravljena bez ikakvih građevinskih dozvola, te se s pravom može govoriti o nemilosrdnom uništavanju pomorskog i javnog dobra.

## Kultura
U Pinezićima djeluje katedra Čakavskog sabora i "Udruženje sopaca otoka Krka". 

## Znamenitosti
U uvali Sv. Fuska podno sela Pinezići je crkva Sv. Fuske na moru. Prvi put se spominje 1338. godine. Još se nekoliko puta spominje kroz 16. st., ali u lošem stanju. Kasnije se spominje sve češće jer je osnovana bratovština koja je brinula o njoj te je bila župna crkva sve do 1864. godine kada župna crkva toga kraja postaje istoimena nova crkva u Linardićima.
Prilikom popravka ispod i oko crkve su nađeni dijelovi rimskog zida, opeke, crijepova i amfora te nekoliko grobova.
Svetište je bačvastog svoda, četverokutnog tlocrta. Na ulazu je trijumfalni luk, a ima i ložu te zvonik na preslicu.
Danas se u njoj misi na blagdan sv. Fuske i prilikom pokopa mještana Pinezića i Skrpčića jer je uz nju groblje za ta dva naselja.

## Vanjske poveznice
- Turistička zajednica otoka Krka  Arhivirana inačica izvorne stranice od 31. kolovoza 2009. (Wayback Machine)